# 木暮茂夫
木暮茂夫（日语：／ Kogure Shigeo，1935年10月3日—2009年10月13日），日本男子举重运动员。他曾代表日本参加1958年亚洲运动会举重比赛，获得一枚金牌。他也曾参加1960年夏季奥林匹克运动会。